# Tri Ralpachen
Tri Ralpachen (tibétain : རལ་པ་ཅན, Wylie : ral pa can), né Tritsuk Detsen (tibétain : ཁྲི་རལ་པ་ཅན།, Wylie : Khri gtsug lde brtsan), né en 802, mort en 838, fut le 41e souverain de la dynastie Yarlung et régna de 815 à 838. Il est l'un des Trois Rois religieux, Chögyal (chos rgyal) ou dharmaraja du Tibet et empereur de l'Empire du Tibet (629–877) avec Songtsen Gampo et Trisong Detsen.

## Bouddhisme
Selon l'Histoire du Dharma de Dudjom Rinpoché, Tri Ralpachen était un des cinq fils de Mutik Tsepo, lui-même troisième fils de Trisong Detsen, et l'on disait qu'il était une émanation de Vajrapani. Il fut extrêmement dévoué aux enseignements du Bouddha et est réputé avoir construit un millier de temples. 
Il invita de nombreux lettrés indiens, dont Surendrabodhi, Shilendrabodhi et Danashila, et leur dit ainsi qu'aux maîtres érudits tibétains tels que Ratnarakshita et Dharmadashila, de même qu'au lotsawa (traducteur) Jñanasena : 
« Quand les enseignements ont été traduits à l'époque de mes ancêtres, les lettrés ont utilisé beaucoup de termes inconnus de la langue tibétaine. Changez ceux qui contredisent les enseignements ou les règles de grammaire, et ceux qui sont difficiles à comprendre, en préférant des termes familiers de la langue tibétaine parlée. Révisez de cette façon les traductions des textes du Mahayana et du Hinayana. ». 
En conséquence, ils révisèrent les traductions, celle de la Prajnaparamita entre autres. Le sens des tantras internes ne pouvant pas, de toute manière, être saisi par les personnes ordinaires, ils ne les ont pas révisés. 
Senaleg et son fils Relpachen, très pieux, invitent des maîtres de l’Inde et du Népal. Un lexique bouddhiste encore utilisé, Mahāvyutpatti, est constitué. 

## Politique

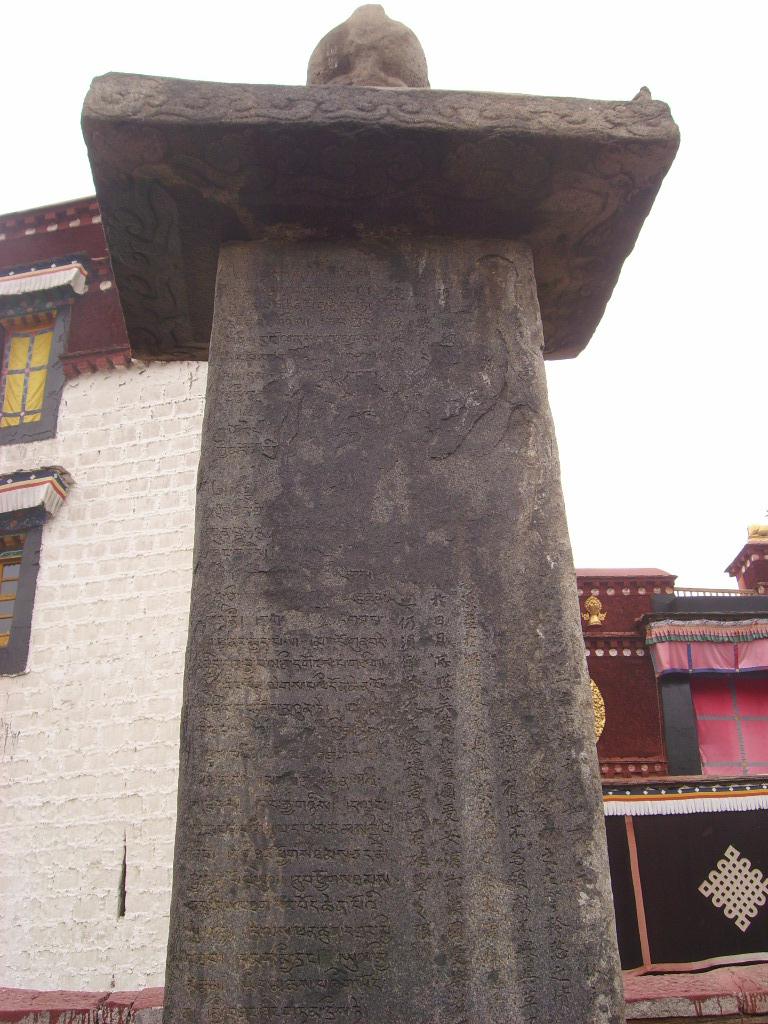
traité sino-tibétain de 822 sur un pilier de pierre à Lhassa face au Jokhang

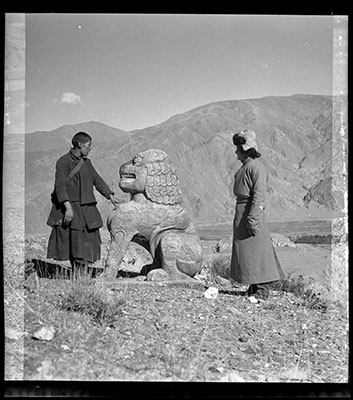
Lion de pierre sur la tombe de Ralpachan

Le règne de Tri Ralpachen fut caractérisé par des conflits avec le Khaganat ouïgour au Nord. Les Tibétains attaquèrent le territoire Ouïghour en 816 et furent à leur tour attaqués en 821. Après une incursion tibétaine limitée en territoire chinois, les Chinois promirent des alliances matrimoniales aux dirigeants Ouïghours et Tibétains. Ces mariages, ainsi qu'un traité sino-tibétain, furent finalisés en 821. Ce fait est enregistré sur des piliers de pierre à Lhassa, dont l'un se trouve face au Jokhang. La paix fut ainsi assurée pour presque deux décennies.
À l'intérieur du Tibet, les rivalités politiques s'intensifièrent, en particulier à cause de l'influence grandissante des monastères bouddhistes et de l'opposition des Bön. Tri Ralpachen fut assassiné en 838 par son frère, Langdharma, farouchement opposé au bouddhisme. Ce dernier persécuta les moines et démantela les institutions, avant d'être à son tour assassiné par un moine qui aurait caché un arc sous ses vêtements lors d'un spectacle de danses.